# Objeto volador no identificado nazi

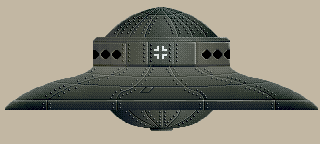
Dibujo artístico representando un Haunebu, objeto volador no identificado nazi.

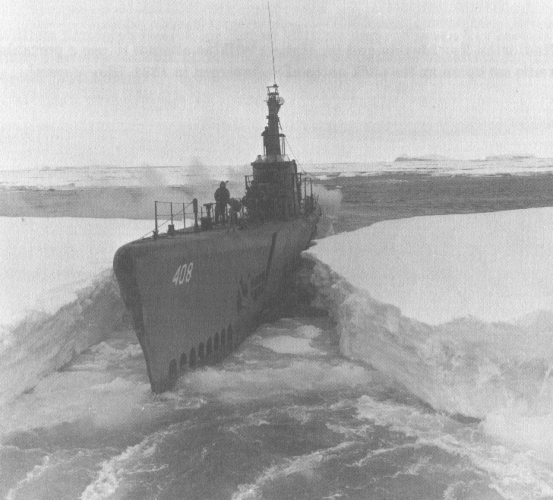
El submarino USS Sennet (SS-408) durante la Operación Highjump

Los ovnis nazis (en alemán: Haunebu, Hauneburg-Geräte, o Reichsflugscheiben) son míticos aviones avanzados o naves espaciales que fueron supuestamente desarrollados por la Alemania nazi durante la Segunda Guerra Mundial. Estas tecnologías no solamente aparecen en ficción,
sino también en varios textos históricos y en teorías de conspiración. Suelen aparecer en conexión con el nazismo esotérico, una ideología que supone la recuperación nazi con fines sobrenaturales o paranormales.

## Conexiones históricas
Las hipótesis sobre los ovnis nazis están de acuerdo con la historiografía oficial en los siguientes puntos:
- La Alemania nazi exploró el territorio de Nueva Suabia en la Antártida, adonde envió una expedición en 1938, y planeó otras.
- La Alemania nazi investigó avanzadas tecnologías de propulsión, incluyendo misilística y las turbinas de Viktor Schauberger.
- Algunos avistamientos de ovnis durante la Segunda Guerra Mundial, particularmente aquellos conocidos como "foo fighters", se consideraron como armamento enemigo.

## Primeras referencias
La primera referencia no-ficticia sobre platos voladores nazis parece ser una serie de textos del experto en turbinas italiano Giuseppe Belluzzo.
La semana siguiente, el científico alemán Rudolph Schriever admitió haber desarrollado platillos voladores durante el período nazi.
El ingeniero aeronáutico Roy Fedden remarcó que la única maquinaria capaz de aprovechar las capacidades atribuidas a los platos voladores era aquella diseñada por los alemanes cerca del final de la guerra. Fedden agregó también que los alemanes estaban trabajando en proyectos aeronáuticos muy inusuales, aunque no se explayó más en el asunto.
Estos mitos fueron probablemente inspirados por el histórico desarrollo alemán del avión de reacción Messerschmitt Me 262, el misil dirigido V1 y el misil balístico V2, que formó la base de los primeros programas espaciales y de misiles de la Unión Soviética y de los Estados Unidos.

## Posiciones negacionistas

### Sociedad Vril
El libro de 1967 El retorno de los brujos, de Louis Pauwels y Jacques Bergier, hizo una espectacular revelación acerca de la Sociedad Vril de Berlín.
Muchos años después, Jan van Helsing, Norbert-Jürgen Ratthofer, y Vladimir Terziski ampliaron su investigación, relacionando la sociedad Vril con los ovnis. Entre otras cosas, escribieron que la sociedad había contactado a través de la médium Maria Orsic u Orsich, con una raza alienígena de Aldebarán que sabía construir naves espaciales. En compañía con la Sociedad Thule y el Partido Nazi, desarrollaron una serie de prototipos de platos voladores. Tras la derrota nazi, la sociedad se retiró supuestamente a una base en la Antártida y desapareció. No existe ninguna prueba ni referencia histórica que confirme estas afirmaciones y teniendo en cuenta la proximidad histórica de los hechos, a todas luces no es más que una invención fruto de la imaginación de algunos escritores neonazis obsesionados con el ocultismo.
Un punto importante es que esta Sociedad Vril se relaciona con el wotanismo de Guido von List, con la Sociedad Thule, varias "religiones" paganas de la Europa antigua, el ocultismo, las SS Ahnenerbe y su castillo de Wevelsburg.
Vladimir Terziski, un ingeniero búlgaro autoproclamado presidente de la Academia Americana de Ciencias Disidentes, afirma que los alemanes colaboraron en su investigación de aviación avanzada con las otras potencias del Eje, Italia y Japón y que continuaron el desarrollo tras la guerra, desde Nueva Suabia. Él dice que los alemanes alunizaron aproximadamente en 1942 y establecieron una base subterránea en la Luna. Cuando los rusos y los estadounidenses llegaron secretamente a la Luna en la década de 1950, dice Terziski, estuvieron en esta base que aún funcionaba. Según Terziski, "hay una atmósfera, agua y vegetación en la Luna", por eso la NASA oculta y excluye al tercer mundo de la exploración lunar. Terziski ha sido acusado de fabricar la evidencia fotográfica y los videos.

### Miguel Serrano
Miguel Serrano, un diplomático chileno y simpatizante nazi, publicó en 1978 El cordón dorado, en donde afirmaba que Adolf Hitler era un avatar de Visnú y estaba en contacto con dioses hiperbóreos en una base subterránea en la Antártida. Serrano predijo que Hitler llevaría una flota de ovnis desde su base para establecer el Cuarto Reich.

## En la cultura popular
- En 2006 el escritor Felipe Botaya escribió la novela de ficción Antártida 1947 relacionada con lo acaecido en la Operación Highjump, la mayor ofensiva militar llevada a cabo por Estados Unidos contra una supuesta base militar alemana en la Antártida en 1947.[13] El autor de la novela se ampara en varias circunstancias: lo relacionado con la operación Highjump todavía sigue siendo material clasificado, hay muchas incógnitas oficiales sobre el tema y además a raíz de todo esto se formó una campaña orquestada para dar salida a la luz pública del fenómeno ovni.[14]
- Es el tema principal de la obra de Wilhelm Landig.
- El largometraje Iron Sky aborda una realidad distópica en la cual la Alemania nazi, tras su derrota en 1945, huye a la cara oculta de la Luna donde construye una flota espacial que aguarda para invadir la Tierra.
- En el videojuego Metal Slug 3, durante la quinta misión que se lleva a cabo en el espacio, se pueden apreciar ovnis con un aspa pintada simulando ser ovnis nazis.